# Павлов, Валентин (самбист)
Валентин Павлов (род. 9 марта 1961) — болгарский самбист, призёр чемпионатов Европы, бронзовый призёр мемориала Анатолия Харлампиева 1984 года в Москве. По самбо выступал в легчайшей весовой категории (до 52 кг). В 1989 году в Херн-Бэе (Великобритания) стал серебряным призёром чемпионата Европы. На чемпионате 1992 года в Москве повторил свой успех. Через год снова в Москве стал бронзовым призёром чемпионата Европы.